# Hastula daniae
Hastula daniae é uma espécie de gastrópode do gênero Hastula, pertencente a família Terebridae.